# Sina Özer
Sina Özer (Istanbul, 24 agosto 1995) è un attore turco, noto per aver interpretato il ruolo di Kerem nella serie Love Is in the Air (Sen Çal Kapımı).

## Biografia
Sina Özer è nato il 24 agosto 1995 a Istanbul (Turchia), e oltre alla recitazione si occupa anche di teatro.

## Carriera
Sina Özer dal 2013 al 2017 ha intrapreso i suoi studi di recitazione presso la facoltà di comunicazione dell'Università di Istanbul. Nel 2014 ha fatto la sua prima apparizione sul piccolo schermo nella serie Gurbette Ask. Nel 2014 e nel 2015 ha interpretato il ruolo di Mehmet nella serie Askin Kanunu.
Nel 2017 ha interpretato il personaggio di Gokhan Karademir nel film 4N1K diretto da Deniz Coskun. Nel 2018 ha recitato nel film 4N1K 2 diretto da Murat Onbul. Nello stesso anno ha interpretato il ruolo di Deniz nella serie Hekimoglu. Dal 2020 al 2020 ha interpretato il ruolo di Gokhan Karademir nella serie 4N1K Dügün, mentre nel 2021 è stato realizzato il film con lo stesso titolo della serie diretto da Deniz Coskun. Nel 2021 ha interpretato il personaggio di Kerem nella serie Love Is in the Air (Sen Çal Kapımı) e dove ha recitato insieme ad attori come Hande Erçel, Kerem Bürsin, Neslihan Yeldan, Evrim Doğan, Elçin Afacan e Doğa Özüm.

## Filmografia

### Cinema
- 4N1K, regia di Deniz Coskun (2017)
- 4N1K 2, regia di Murat Onbul (2018)
- 4N1K Dügün, regia di Deniz Coskun (2021)

### Televisione
- Gurbette Ask – serie TV (2014)
- Askin Kanunu – serie TV (2014-2015) – Mehmet
- Hekimoglu – serie TV (2018) – Deniz
- 4N1K Dügün – serie TV (2018-2020) – Gokhan Karademir
- Love Is in the Air (Sen Çal Kapımı) – serie TV (2021) – Kerem

## Teatro
- Cimri, Grease – Musical
- West Side Story – Musical
- Hababam Sınıfı – Musical

## Spot pubblicitari
- Pantene Altin Kelebek Ödül Töreni (2018)

## Doppiatori italiani
Nelle versioni in italiano dei suoi film e delle sue serie TV, Sina Özer è stato doppiato da:
- Francesco Valeri[14] in Love Is in the Air[15]

## Riconoscimenti
- Pantene Golden Butterfly Awards
  - 2018: Candidato come Miglior attore in una commedia romantica per il film 4N1K